# 村中祐生
村中 祐生（むらなか ゆうしょう、1932年5月15日 - 2010年10月11日）は、中国仏教思想、天台教観思想の研究者。大正大学学長・天台宗勧学大僧正。天台宗慈照院（群馬県前橋市）第53世住職。
群馬県出身。大正大学大学院仏教学博士課程満期退学。大正大学仏教学部助教授、教授、学長。2006年「天台法華宗の研究」で大正大学仏教学博士。

## 著書
- 『現代中国仏教見聞 もう一つの中国旅行』山喜房仏書林、1986年
- 『天台観門の基調』山喜房仏書林、1986年
- 『「いのち」の時事 仏教者がみた脳死・臓器移植』鈴木出版 1995
- 『仏教のあゆみ』(中国編) 天台宗務庁教学部刊、1997年
- 『大乗の修観形成史研究』山喜房仏書林、1998年
- 『天台小止観をよむ』日本放送出版教会刊(ラジオ「宗教の時間」テキスト)、2001年
- 『天台法華宗の研究』山喜房仏書林、2005年

### 翻訳
- 『摩訶止観　大乗仏典、中国・日本編6』中央公論社、1988年
- 『天台宗教聖典』Ⅰ〜Ⅵ 山喜房仏書林刊(纂輯)、1996年

## 注
1. ↑  『現代日本人名録』2002年